# Bovenwind

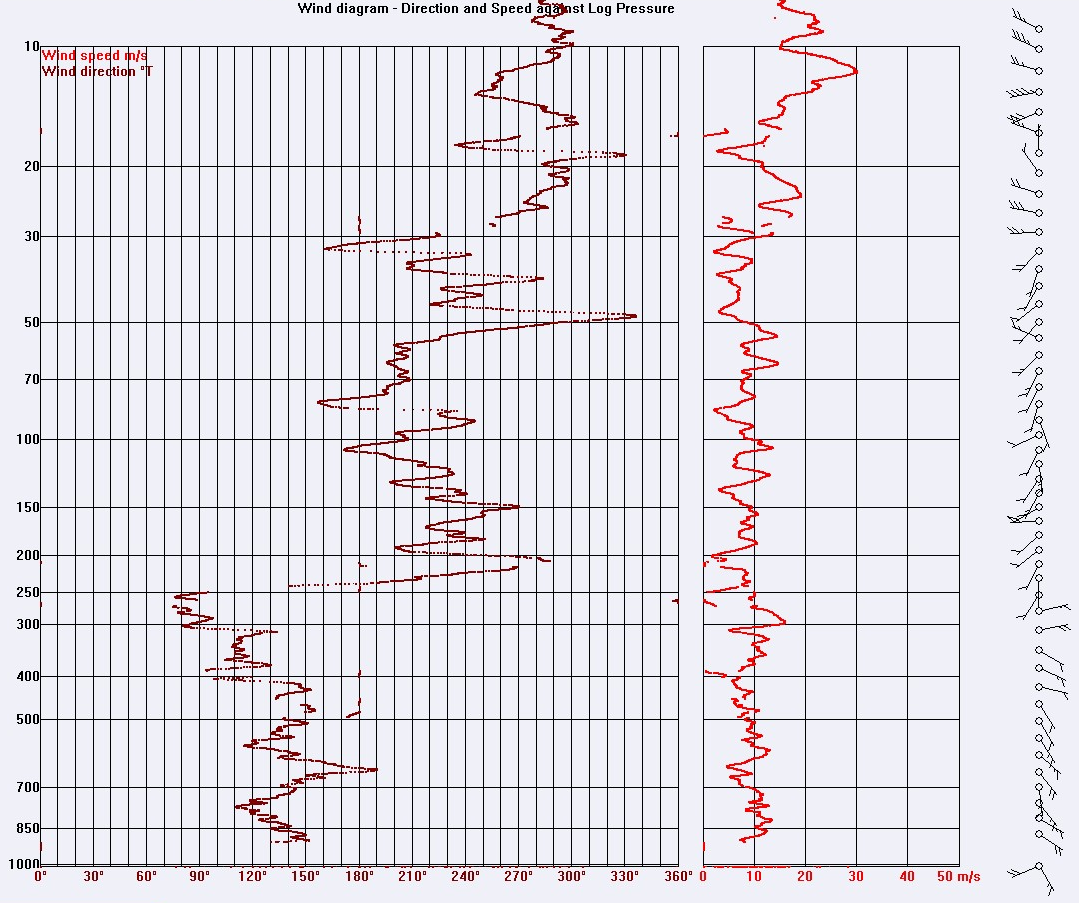
Verticaal windprofiel van De Bilt, verkregen d.m.v. een sondering op 4 dec. 2014, 11.30 UTC. Verticaal zijn de drukvlakken weergegeven in hPa, horizontaal de windrichting in graden. De rode lijn toont de windsnelheid. De wind aan de grond was oostelijk (niet te zien in dit diagram).

De bovenwind of hoogtewind is de luchtbeweging in de bovenlucht. Deze wind in de hogere luchtlagen wordt minder beïnvloed door wrijving met het aardoppervlak en met toenemende hoogte neemt de windsnelheid in het algemeen toe.
Onder meer door het Corioliseffect kan de richting van de bovenwind afwijken van de grondwind. Daarnaast kan de bovenwind op verschillende hoogtes verschillende richtingen en snelheden vertonen. Dit wordt verticale windschering genoemd.